# 1728 (число)
1728 (одна тисяча сімсот двадцять вісім) — натуральне число між 1727 і 1729. Є 12-м 28-кутним числом.

## У математиці
- 1728 = 12³
- 1728 = 3³ x 4³
- 1728 = 2³ x 6³
- 1728 = 6³ + 8³ + 10³
- 1728 = 24² + 24² + 24²
- Також дві частини числа +1728 17 і 28 можна представити у вигляді сум перших простих чисел:

17 = 2 + 3 + 5 + 7
28 = 2 + 3 + 5 + 7 + 11

## В інших областях
- Маса (доцанд) дорівнює дюжині грос, тобто 1728.
- 1728; 1728 до н. е.
- Маса — вийшла з ужитку, міра рахунку, що дорівнює 1728, дюжині грос.
- NGC 1728 — спіральна галактика (Sa) в сузір'ї Ерідан.

Шаблон:Числа з власними іменами